# Clorinda Corradi
Clorinda Corradi (Urbino, 27 de noviembre de 1804 -  Santiago, 29 de junio de 1877), más conocida en Chile como Adelaida Corradi de Pantanelli, fue una contralto italiana, considerada junto a María Malibrán una de las máximas exponente del bel canto italiano. Aclamada como una de las mejores voces operísticas de su tiempo, quizá el de mayor equilibrio en cuanto a belleza y técnica vocal de la época, fue invitada a formar parte de cuadros operísticos en teatros de Italia, Estados Unidos, España y América Latina.

## Biografía

### En Europa
Estudió primero de manera privada con Filippo Celli y debutó a los 19 años, en 1823, en el Teatro de Recanati en la ópera en los papeles protagonistas de La italiana en Argel y La Cenerentola, ambas de Rossini, en las que obtuvo un éxito fulgurante: impactó al público con su inmensa voz, su bella figura y sus dotes dramáticas la convirtieron en la máxima exponente de la cantante-actriz de sus tiempos. Al año siguiente, se casó con el bajo cantante Raffaello Pantanelli, que se convertiría en su agente. 
Siguió entonces estudios concienzudos que le permitieron debutar exitosamente en Venecia (La Fenice), en Milán (Teatro de La Scala), en Florencia (Teatro de La Pérgola), en Reggio Emilia, en Ravenna (Teatro Comunale) y Parma (Teatro Ducale). En París realizó una serie de actuaciones que sellaron el futuro mítico de la cantante. Cantó regularmente España e Italia y en 1835 parte a América.

### Vida en América
La compañía lírica de Pantanelli, bajo el nombre de Havana Company, debutó en Cuba en 1835 teniendo como prima donna a la Corradi. Desde La Habana el elenco viajó a Nueva Orleans a presentar óperas en 1837 y 1842. Después de permanecer en La Habana cinco años más, en septiembre de 1840 la compañía, donde trabajaba como escenógrafo el hermano de Clorinda, Nestor (1811-1891), escultor y pintor miniaturista, llegó Lima. Julieta y Romeo fue la primera ópera en la que cantó Clorinda en la capital peruana, donde triunfó y fue considerada con Teresa Rossi la mejor cantante que hasta entonces había llegado al país.

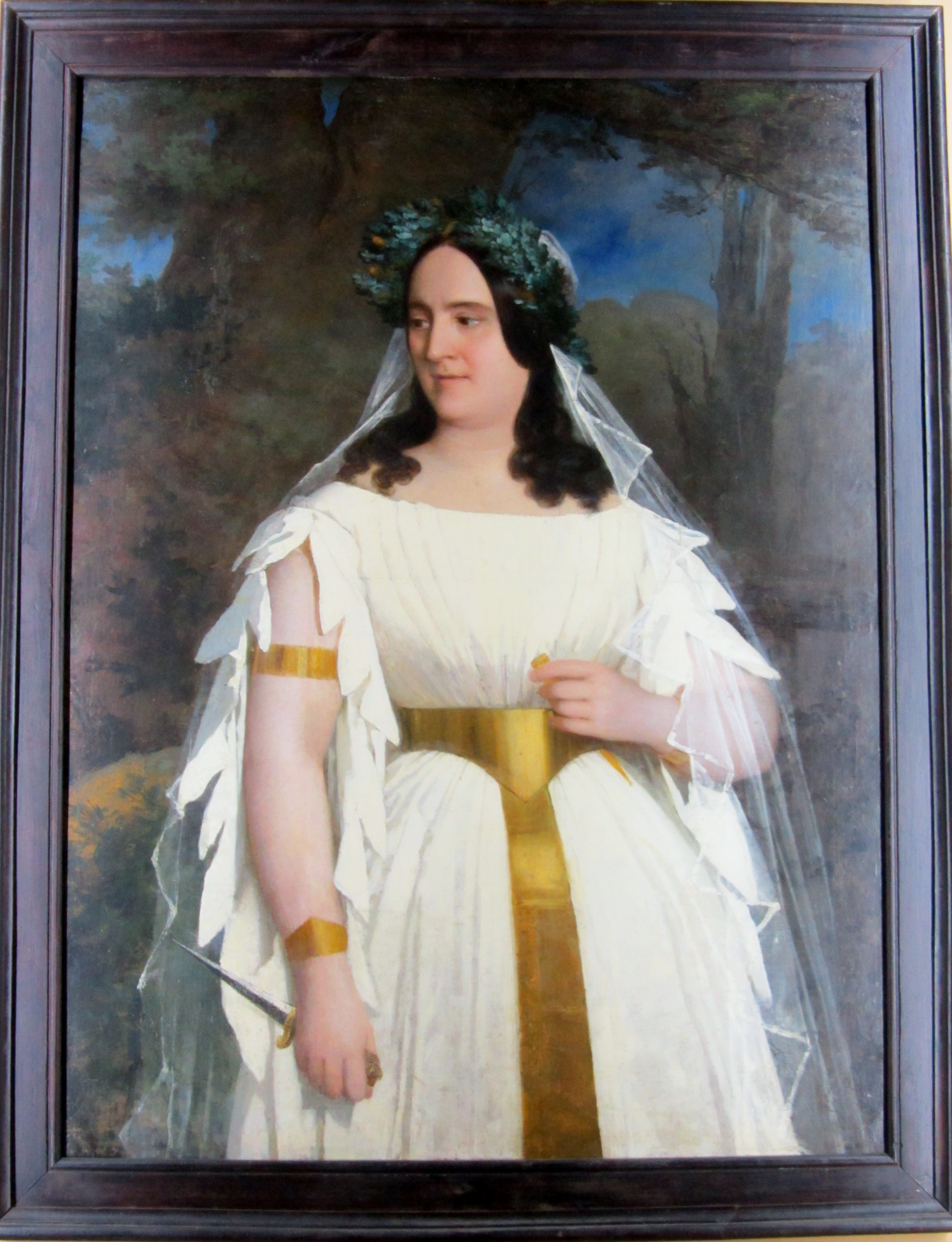
Raimundo Monvoisin - Corradi como Norma

A principios de 1844 la compañía se instala en Chile donde en abril debuta en Santiago con Capuletos y Montescos, de Vincenzo Bellini en el teatro de la universidad. El 16 de diciembre actuaría en Valparaíso, en el  recién construido teatro de la Victoria, con capacidad para 1.600 personas, que inauguró precisamente ese día la compañía de Pantanelli. 
Según Zapiola, el director de la orquesta de esa compañía, en la que trabajó, fue el primero que usó en Chile la batuta. "El señor Pantanelli dirigía la orquesta con tal maestría, que en algunos años que formamos parte de ella, jamás lo vimos, no diremos equivocarse, pero ni siquiera vacilar en el movimiento que debía iniciar en los numerosos y distintos trozos de que consta una ópera. El señor Pantanelli dirigía tocando el plano en los recitados de las óperas bufas, y con una pequeña vara en las demás", recuerda Zapiola.
En 1856 la Corradi dejó de cantar y después de que su marido invirtiera sus ahorros en un riesgoso negocio de una sociedad francesa y perdiera prácticamente todo lo que tenía, aceptó, en 1861, enseñar canto en el Conservatorio Nacional de Música. Se retiró en 1873 y tres diputados pidieron que se le concediera una pensión "...En la época de su gloria artística, muchos de sus lauros conquistados por el esfuerzo y el trabajo de su gloria artística, ornaron, como joyas de precio, las ofrendas que tributaban la caridad a la viudez enferma y a la orfandad desvalida. La noble artista hacía de su arte una esperanza consoladora que curaba el dolor y que tomaba bajo su amparo a la miseria", señalaron. Murió casi en la miseria, en junio de 1877.
Era Académica Filarmónica de Venecia, Bergamo y La Habana. Tuvo dos hijos: Romeo y Alaide.
El pintor francés Raimundo Monvoisin la inmortalizó representándola en el papel de la Norma de Bellini; el retrato forma parte de la colección del Museo Histórico Nacional de Santiago.

## Su voz
La voz de Clorinda Corradi, como la de su coetánea María Malibrán y otras estrellas del bel canto como Rosmunda Pisaroni o Marietta Alboni, tenía la cualidad de poseer registros extensísimos que iban del grave de contralto a los tonos agudos de la soprano.
Por lo mismo, si bien algunas de ellas poseían voces muy bellas, tanto Corradi como Malibrán acusaron siempre el defecto de la poca homogeneidad de la voz. Tan extenso registro dividía la voz en diferentes partes y daba a la misma una amplia diferencia en cada registro. Ambas supieron aprovechar este defecto al máximo logrando colorear cada palabra y cada frase con supremo acierto, sacando partido del texto y la música al mismo tiempo. Con ellas nació el mito de la cantante actriz, la soprano de personalidad volcánica que enloquecía a las masas.
En el caso de Corradi este registro amplísimo no era natural y le costó a la contralto una carrera relativamente breve, de 23 años, y un rápido declive vocal, cuyos síntomas comenzaron a hacerse evidentes a partir de la segunda mitad de la década de 1850, lo que motivó su retiro .